# خطر (ممثلة)
خطر (31 أكتوبر 1973 -)، ممثلة سعودية تعيش في الكويت.

## عن حياتها
ولدت وعاشت في الكويت بسبب عمل والدها بالسلك العسكري الكويتي اسمها الحقيقي هو خطر وسبب تسميتها لأن والدها شارك في حرب أكتوبر في مصر أثناء ولادتها فأطلق عليها هذا الاسم. بدأت كممثلة الأدوار الصغيرة، إلى أن حققت النجاح خليجيا في مسلسل الحيالة مع النجم الراحل خالد النفيسي والنجم عبد الحسين عبد الرضا، قدمت شخصية الفتاة المختلة عقليا. والعديد من الأعمال المميزة في الدراما الخليجية.

## أعمالها

### من المسلسلات
- 2003: الحيالة.
- 2003: الناس للناس.
- 2003: الحريم.
- 2004: هية خفية - برنامج مقالب.
- 2005: رحلة انتظار.
- 2006: جادة 7.
- 2007: طاش 15.
- 2007: زهور عمري.
- 2007: عمشة بنت عماش.
- 2007: عقاب
- 2007: أخوات موسى.
- 2007: بيني وبينك - عدة أجزاء.
- 2008: جامعة أي شي.
- 2008: يا ناس يا هووه.
- 2009: أسوار الجزء الثاني
- 2009: شعبان في رمضان.
- 2009: أبجد هوز.
- 2009: عوانس سيتي.
- 2010: وعد لزام.
- 2010: شيكات.
- 2011: باب الفرج.
- 2011: سعيد الحظ.
- 2012: خوات دنيا.
- 2012: طاح الجمل.
- 2014: ديليفري.
- 2016: شباب البومب 5.
- 2016: طريق المعلمات.
- 2017: كالوس.
- 2017: زواج آخر موديل.

### من المسرحيات
- 2002: حلم العملاق.
- 2004: سابق وتالي.
- 2005: دريم لاند.
- 2005: قدها ونص.
- 2010: بضاعة على الرصيف.
- 2013: لطيفة في الوظيفة.

## روابط خارجية
- مها سالم على موقع قاعدة بيانات الأفلام العربية